# Pelasgus
A Pelasgus a sugarasúszójú halak (Actinopterygii) osztályának pontyalakúak (Cypriniformes) rendjébe, ezen belül a pontyfélék (Cyprinidae) családjába tartozó nem.

## Rendszerezés
A nembe az alábbi 7 faj tartozik:
- Pelasgus epiroticus (Steindachner, 1895)
- Pelasgus laconicus (Kottelat & Barbieri, 2004)
- Pelasgus marathonicus (Vinciguerra, 1921)
- Pelasgus minutus (Karaman, 1924)
- Pelasgus prespensis (Karaman, 1924)
- görög cselle (Pelasgus stymphalicus) (Valenciennes, 1844)
- Pelasgus thesproticus (Stephanidis, 1939)